# Puerto de Sóller
El Puerto de Sóller (en catalán y oficialmente Port de Sóller) es una localidad española perteneciente al municipio de Sóller, en Mallorca, comunidad autónoma de las Islas Baleares. Dispone de un puerto natural en plena costa mediterránea, en la Sierra de Tramontana. En 2022 contaba con 2438 habitantes (INE). Posee una playa llamada playa d'en Repic.
Está a unos 3 km del pueblo de Sóller. Desde allí se puede acceder mediante carretera (Ma-11), a partir de un túnel (túnel de sa Mola) y por una línea de tranvía, que con una frecuencia de paso de media hora, es uno de los principales reclamos turísticos de la localidad.
La Torre Picada es una torre de vigilancia desde la cual se divisa toda la bahía. Fue construida en el siglo XVI para defenderse de piratas y corsarios. El antiguo oratorio dedicado a Santa Catalina ha sido reconvertido en el Museo del Mar.

## Galería de imágenes

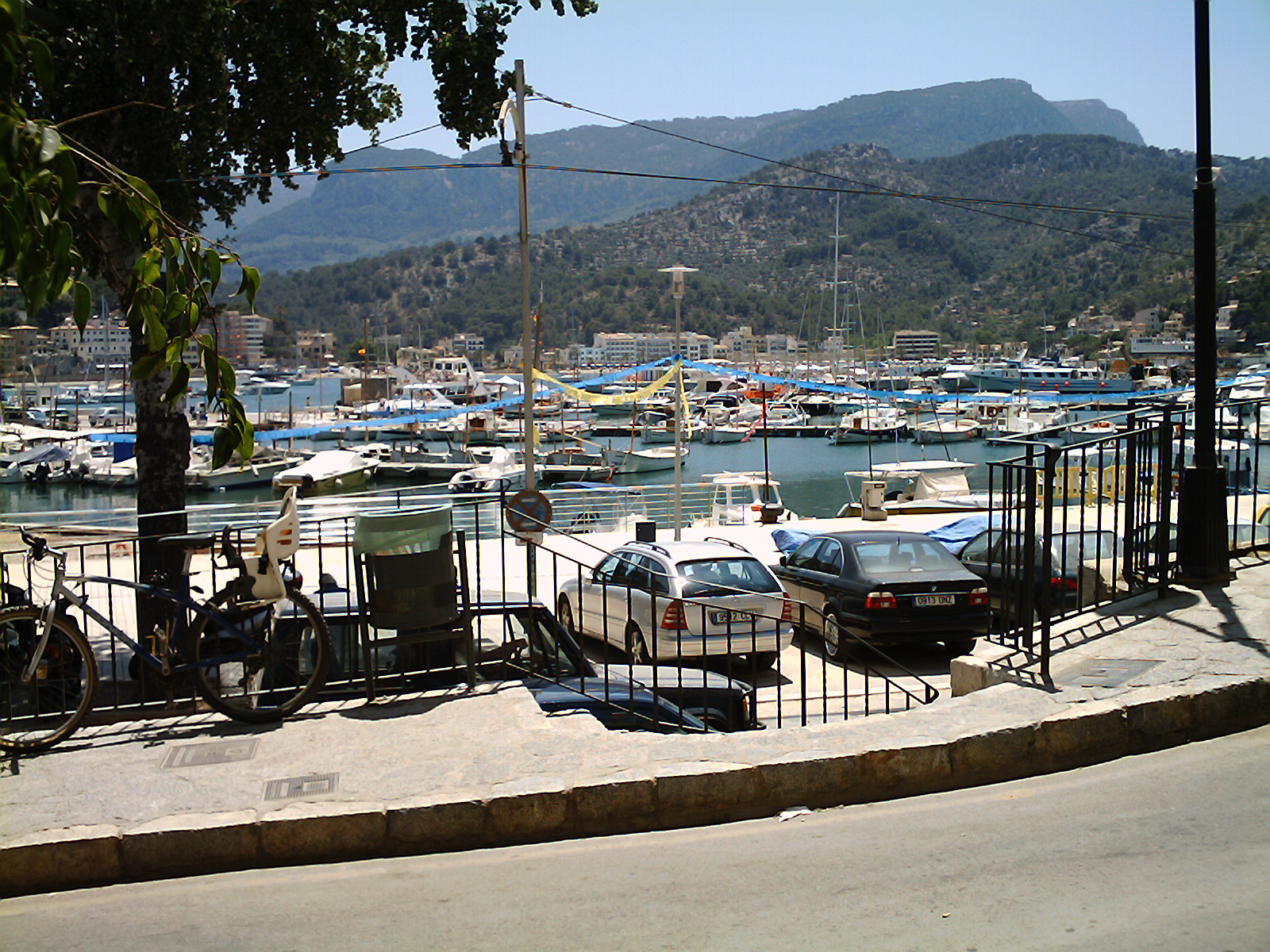
El puerto.
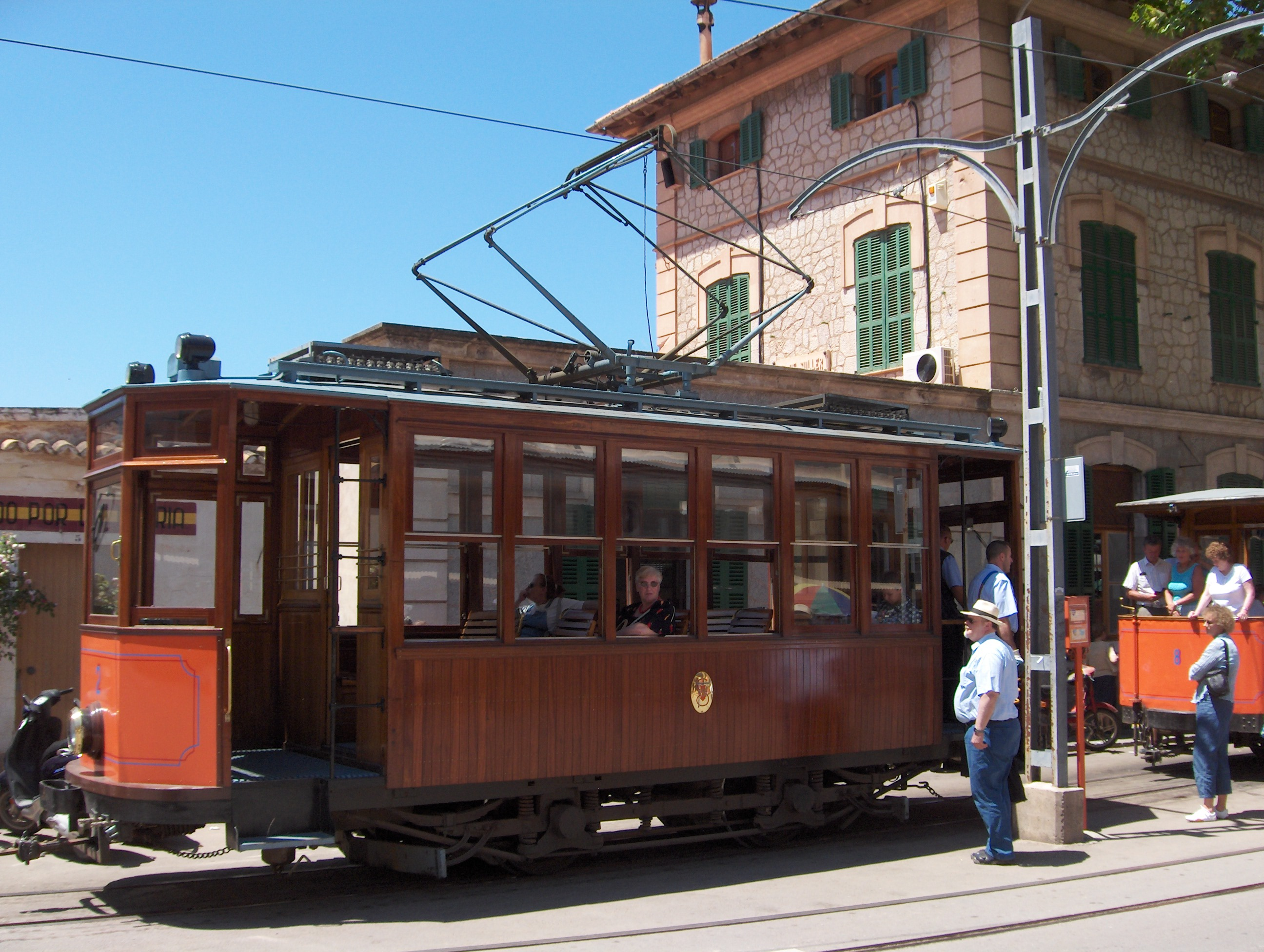
El tranvía en la estación del puerto.
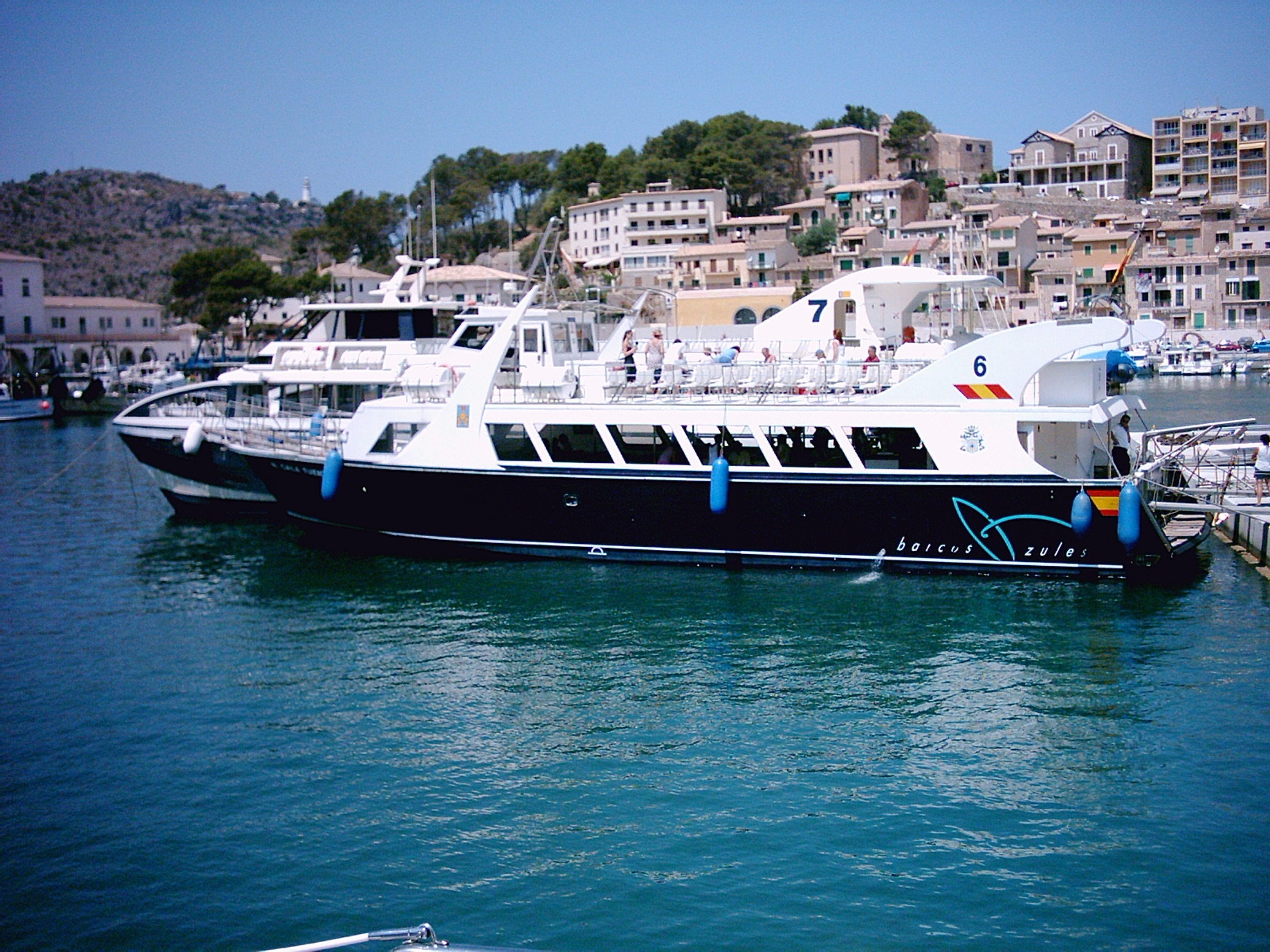
Una barca en el puerto.
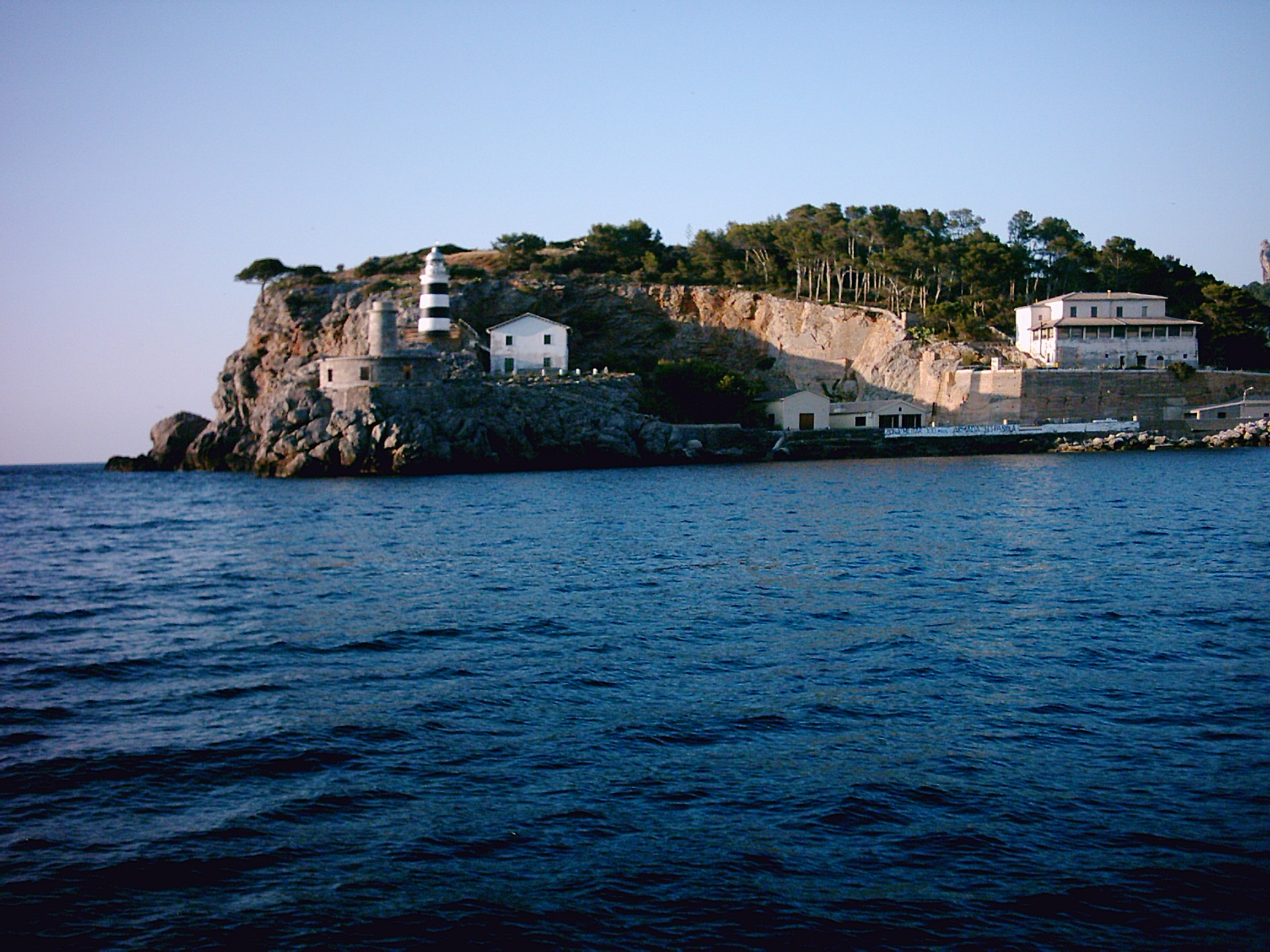
El faro.
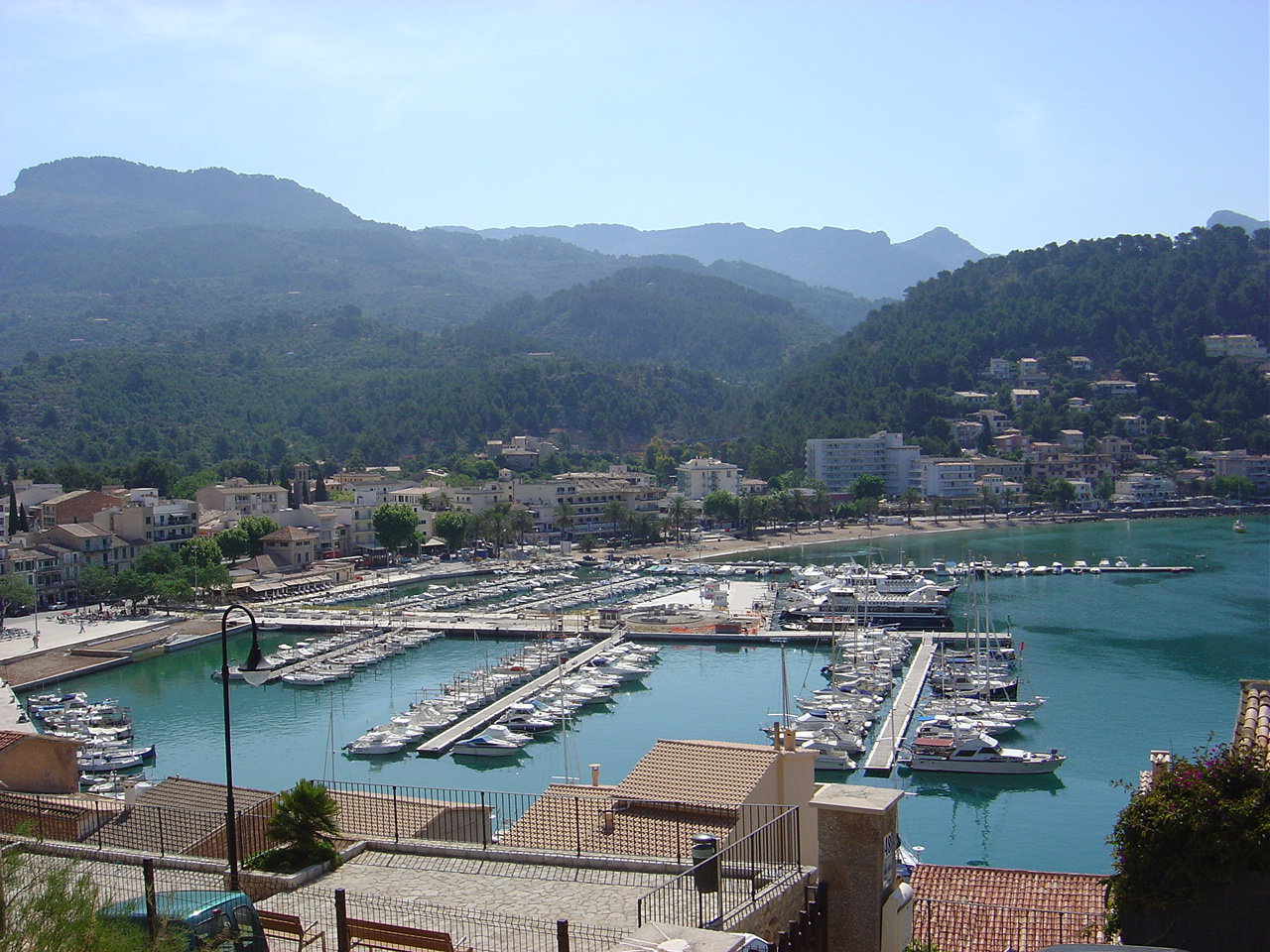
Panorámica cercana al oratorio.
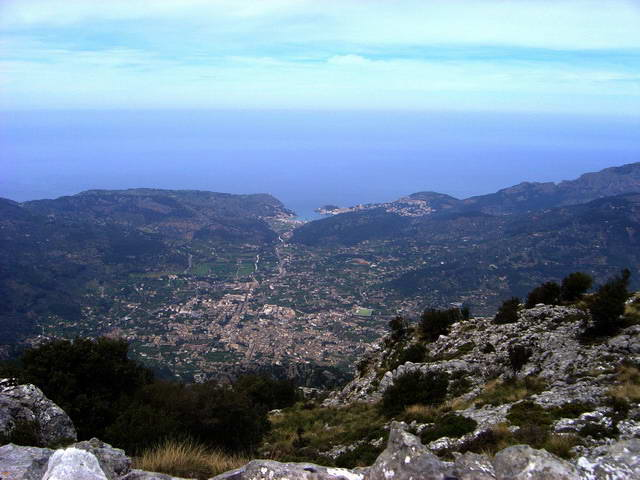
Sóller con el puerto de fondo.
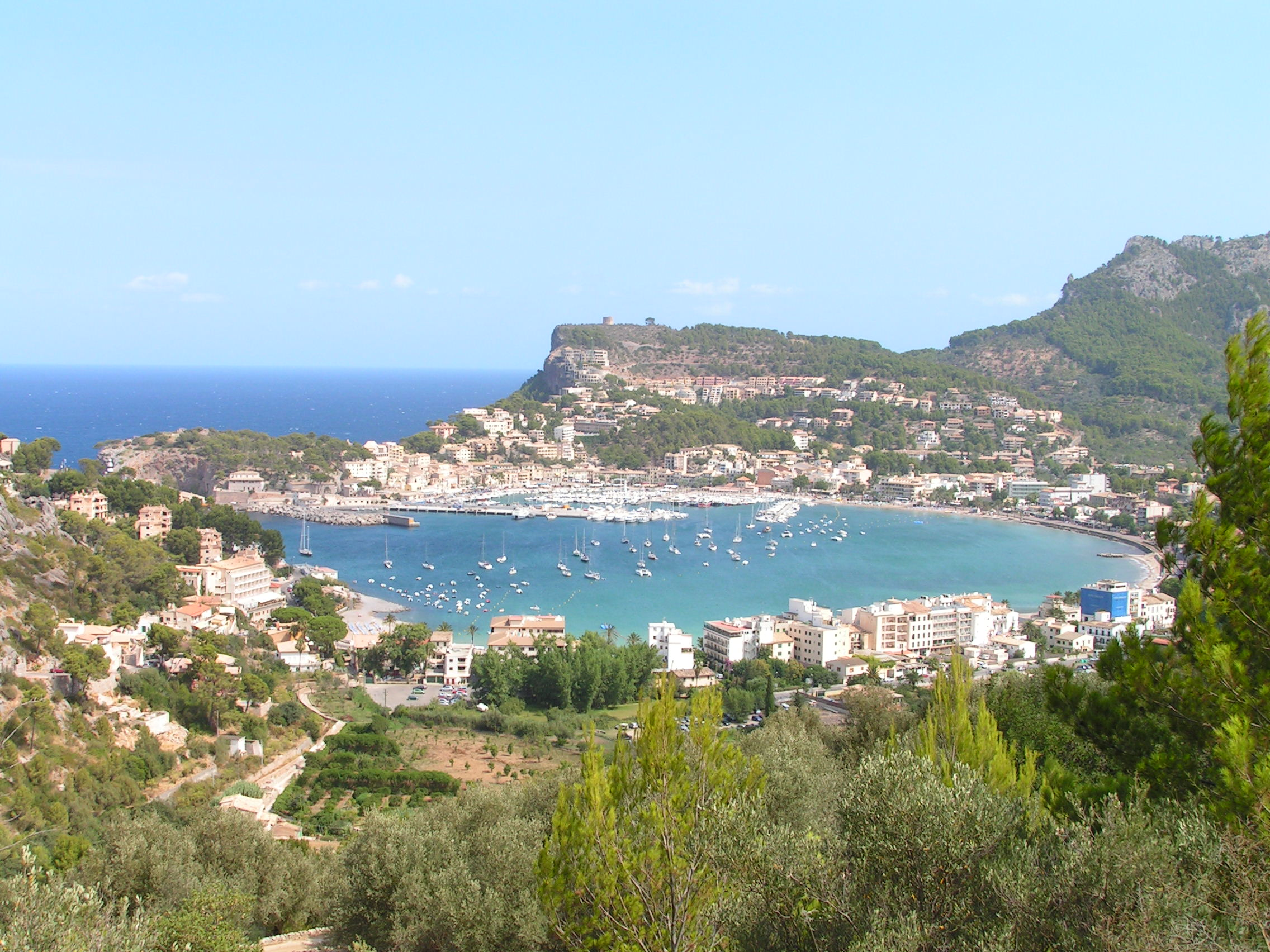
Bahía de Sóller.
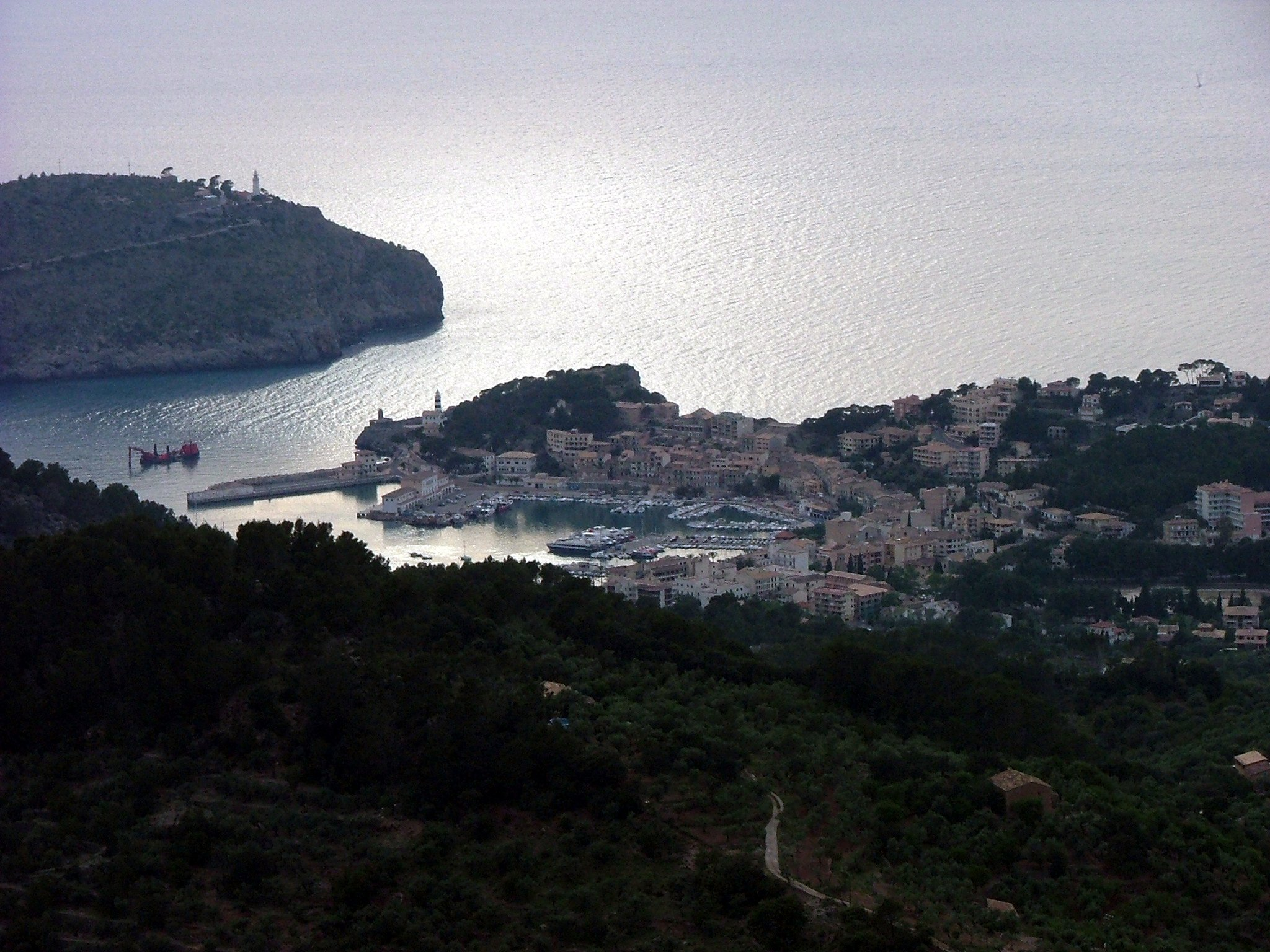
Atardecer en el puerto.